# Villa Hills
Villa Hills és una població dels Estats Units a l'estat de Kentucky. Segons el cens del 2000 tenia 7.948 habitants.

## Demografia
Segons el cens del 2000, Villa Hills tenia 7.948 habitants, 2.808 habitatges, i 2.209 famílies. La densitat de població era de 827,2 habitants/km².
Dels 2.808 habitatges en un 38,9% hi vivien nens de menys de 18 anys, en un 69,6% hi vivien parelles casades, en un 7,1% dones solteres, i en un 21,3% no eren unitats familiars. En el 18,4% dels habitatges hi vivien persones soles el 5,8% de les quals corresponia a persones de 65 anys o més que vivien soles. El nombre mitjà de persones vivint en cada habitatge era de 2,78 i el nombre mitjà de persones que vivien en cada família era de 3,2.
Per edats la població es repartia de la següent manera: un 26,7% tenia menys de 18 anys, un 7,9% entre 18 i 24, un 26,3% entre 25 i 44, un 29,1% de 45 a 60 i un 10% 65 anys o més.
L'edat mediana era de 39 anys. Per cada 100 dones de 18 o més anys hi havia 89,8 homes.
La renda mediana per habitatge era de 73.523 $ i la renda mediana per família de 79.810 $. Els homes tenien una renda mediana de 60.792 $ mentre que les dones 34.949 $. La renda per capita de la població era de 34.373 $. Entorn de l'1,5% de les famílies i el 2,5% de la població estaven per davall del llindar de pobresa.

## Poblacions més properes
El següent diagrama mostra les poblacions més properes.